# Fondazione Charles A. Dana
La fondazione Charles A. Dana o fondazione Dana è un'organizzazione filantropica privata con sede a New York che si dedica al progresso delle neuroscienze e della società sostenendo contaminazioni interdisciplinari tra le neuroscienze e l'etica, la legge, la policy, le scienze umanistiche e l'arte.
Fu fondata nel 1950 dall'uomo d'affari, politico e filantropo Charles A. Dana, altresì fondatore della società automobilistica Dana Incorporated.
Fino alla sua morte nel 1975, Charles A. Dana contribuì attivamente alle attività della fondazione.

## Manifestazioni per il pubblico
La fondazione offre un ventaglio di iniziative rivolte al pubblico generale e per specifici uditori. 

### Programmi basati su eventi
La settimana del cervello (Brain Awareness Week - #brainweek) è una campagna globale per accrescere la consapevolezza del pubblico sul progresso e i benefici della ricerca sul cervello. Le organizzazioni partner ospitano attività creative e innovative presso le rispettive comunità allo scopo di istruire bambini e adulti riguardo al cervello. 
La settimana della consapevolezza sul cervello 2023 si è svolta dal 13 al 19 marzo; la settimana della consapevolezza sul cervello nel 2024 si terrà dall'11 al 17 marzo.